# NGC 1368
NGC 1368 (również PGC 13247) – galaktyka spiralna (S0-a), znajdująca się w gwiazdozbiorze Erydanu. Odkrył ją Francis Leavenworth 12 listopada 1885 roku.